# Emocore
Emocore of emo is een muziekgenre dat tot een subgenre van de hardcore punk behoort. De naam emocore staat voor emotional hardcore.
Emocore is oorspronkelijk de naam van een muziekgenre dat meer underground is, afkomstig uit de hardcore punk en in combinatie met indiemuziek.
Men kan twee soorten emocore onderscheiden: originele emo, en een nieuwere mainstream-variant van het genre. De mainstream emocore wordt als toegankelijker beoordeeld dan de originele emocore. Het is rockmuziek die invloeden uit de lichtere popmuziek kent, en daardoor meer gedraaid wordt op radiostations en muziekzenders. De achtergrond van hardcore punk is grotendeels verdwenen.

## Naam
Het woord emocore is afkomstig van ‘emotional hardcore’. Omdat ‘emotional’ zo'n brede term is, kan maar een deel bands hiertoe gerekend worden, omdat "emo" wordt geacht als term voor overvloed aan emoties.

## Geschiedenis
Emocore ontstond in de midden van de jaren 80. De in 1984 opgerichte band Rites of Spring geldt als een van de voorvaders van de muziekstroming. Deze band speelde wel met punksnelheid en -agressie, maar bracht een heel andere benadering wat betreft teksten en zang. De songteksten werden vol emotie op het publiek overgebracht (dit was ook al wel het geval bij de 'gewone' hardcore, toch is de naam emo(core) blijven hangen) en waren veel meer persoonlijk getint. Ian MacKaye (ex-Minor Threat) zijn band Embrace is nog zo'n voorbeeld van een 'emo-voorvader'. Zelf beweert hij van niet.
De zomer van 1985 geldt als de 'revolution summer' waarin een nieuwe lichting door Rites of Spring en Embrace aangestoken rock-tempo-bands uit de DC-punkwereld zich vormden: Three, Gray Matter, Soulside, Ignition, Marginal Man, Fire Party, Rain en Shudder to Think zijn daar voorbeelden van. Het geluid van deze bands komt bekend te staan als het klassieke 'DC-geluid', waarin McKayes platenmaatschappij Dischord een belangrijke plaats bij inneemt.
In een interview met Rites of Spring in Flipside Magazine (1985) wordt voor het eerst de term emocore gebruikt, een benaming die door het ROS-publiek bedacht zou zijn. Niet veel later beginnen bands als Moss Icon en The Hated zich meer toe te spitsen op het 'emo' element zelf, met veel zacht naar hard opbouw in hun muziek gecombineerd met 'top-at-the-lungs' geschreeuw tijdens de climax van een nummer.
In het begin van de jaren 90 ontstaat een hardere vorm van emo in het San Diego en het New York/New Jersey-gebied. Deze vorm van emo is vaak harder, sneller en chaotischer en deze ontwikkeling brengt bands als Heroin, Antioch Arrow, Angel Hair, Mohinder, Swingkids (alle SD), Merel, 1.6 Band, Rye Coalition en Native Nod (NY/NJ) voort. Deze 'eerste golf' begint midden jaren negentig langzaam uit te sterven wanneer veel bands uit elkaar gaan en er weinig nieuwe meer worden gevormd.
Belangrijk voor de 'tweede golf' was de release van het album Diary van Sunny Day Real Estate in 1994. Deze band combineerde het geluid van Fugazi, een post-hardcoreband met Guy Picciotto (oud-lid Rites of Spring) en Ian MacKaye, met het geluid van onder meer Hüsker Dü, en gaf een indie-achtige twist aan emo.
Aangezien veel van de bands die deze vorm van emo beginnen te spelen uit het midwesten van de Verenigde Staten afkomstig waren, komt deze vorm van emo ook bekend te staan als 'Midwest-emo'. Deze stroming brengt bands als Christie Front Drive, Boy's Life, Nuzzle, Cap n' Jazz en The Promise Ring voort. Veel bands laten zich echter voornamelijk beïnvloeden door Sunny Day Real Estate zoals voormalige punk-rockers Jimmy Eat World, Elliott, Texas Is the Reason, Mineral, The Get Up Kids en Sense Field.
Doordat de grotere platenmaatschappijen deze vriendelijker in het oor liggende bands beginnen te contracteren, krijgt deze vorm van emo vrij grote bekendheid in de Verenigde Staten. Toch kunnen veel bands een aanbod weerstaan en blijven ze trouw aan hun indielabels.
Door de grotere bekendheid beginnen veel bands zich te onttrekken van het genre met als gevolg dat Sunny Day Real Estate alt-rock begint te maken, The Get Up Kids en The Promise Ring overstappen op lichte rockmuziek en Jimmy Eat World weer poppunk maakt. Dit had weer als gevolg dat de indie-emo zich weer meer naar de underground trekt.
De 'derde golf' komt eind jaren 90 op en karakteriseert zich enigszins door een nieuwe vorm van de emo 'oude stijl', en de opkomst van de screamo.
Veel nieuwe bands combineren de zacht naar hard opbouw van oude bands als Moss Icon en Indian Summer met iets chaotischere vocalen. Een voorbeeld hiervan is City of Caterpillar.
Bands die nog net even harder spelen en waarbij de zang uit (bijna) alleen maar schreeuwen bestaat vormen het genre 'screamo', een genre dat ook floreert in Europa. Enkele namen uit de Europese scene: Daïtro, La Quiete, Danse Macabre en Am I Dead Yet!.
Labels als Deep Elm borduren met bands als Benton Falls, The Appleseed Cast en Brandtson voort op de indie-emo van de midden jaren 90.

## Eerste golf (1985-1994)

### Emocore
- Rites of Spring
- Embrace
- Gray Matter
- Shudder to Think
- Policy of Three
- Moss Icon
- The Hated
- Jawbreaker
- Julia
- Indian Summer
- Native Nod
- Hoover

### SD/NJ-emo
- Heroin
- Antioch Arrow
- Angel Hair
- Clikatat Ikatowi
- Merel
- 1.6 Band
- Mohinder
- Swing Kids
- Portraits of Past
- Honeywell

## Tweede golf (1994-2000), midwest-emobands
- The Get Up Kids
- Sunny Day Real Estate
- Christie Front Drive
- Elliott
- Mineral
- Cap n' Jazz
- The Promise Ring
- Boy's Life
- Isabelle Stijl
- Nuzzle
- Rockets and Blue Lights
- Evergreen

## Derde golf (ca. 2000-heden), emo- en screamobands
- The Spirit That Guides Us
- Saetia
- Hot Cross
- Circle Takes the Square
- Funeral Diner
- City of Caterpillar
- Joshua Fit for Battle
- Pg. 99
- Orchid
- Ampere
- Bucket Full of Teeth
- Usurp Synapse
- Molestade Authority
- Life at These Speeds
- A Day in Black & White
- Sinaloa
- Wow, Owls!
- Pierce the Veil
- Et tu Brute
- The Mock Heroic (UK)
- Daïtro (Frankrijk)
- Hyacinth
- Mihai Edrisch (Frankrijk)
- Amanda Woodward (Frankrijk)
- June Paik (Duitsland)
- The Apoplexy Twist Orchestra (Duitsland)
- A Fine Boat, That Coffin (Duitsland)
- Escapado (Duitsland)
- Andorra Aktins (Duitsland)
- Louise Cyphre (Duitsland)
- Syn*Error (Duitsland)
- Jet Black (Duitsland)
- Kontrapunkt (Duitsland)
- Envy (Japan)
- La Quiete (Italië)
- Raein (Italië)
- Shikari (Nederland)
- Am I Dead Yet! (België)
- Suis La Lune (Zweden)
- Coldrain
- From First to Last (Verenigde Staten)

## Mainstream-emobands
- Hawthorne Heights
- Saosin
- Silverstein
- Sparta
- The Starting Line
- Taking Back Sunday
- Thrice
- The Used
- Thursday
- Secondhand Serenade